# Ilan Laufer
Ilan Laufer (ur. 16 sierpnia 1983 w Bukareszcie) – rumuński polityk i przedsiębiorca żydowskiego pochodzenia, w latach 2017–2018 minister ds. biznesu, handlu i przedsiębiorczości.

## Życiorys
W 2006 został absolwentem akademii wychowania fizycznego (Academia Națională de Educație Fizică și Sport) w Bukareszcie. W tym samym roku założył przedsiębiorstwo H&L Retail Group działające w branży konsultingowej. Prowadził również działalność gospodarczą na terenie Mołdawii.
Działacz Partii Socjaldemokratycznej. W latach 2013–2014 był doradcą ministra delegowanego do spraw turystyki. W 2017 został sekretarzem stanu w ministerstwie do spraw biznesu, handlu i przedsiębiorczości. W czerwcu 2017 stanął na czele tego resortu w rządzie Mihaia Tudosego, pełniąc tę funkcję do stycznia 2018. W listopadzie 2018 był kandydatem socjaldemokratów na urząd ministra rozwoju regionalnego, jego kandydaturę zablokował jednak prezydent Klaus Iohannis. W 2019 wystąpił z Partii Socjaldemokratycznej.
Został później przewodniczącym partii Forța Identității Naționale, w 2023 nawiązał współpracę z Sojuszem na rzecz Jedności Rumunów.